# Odoardo Borrani

Odoardo Borrani
Archivio Dini, Montecatini

Odoardo Borrani (Pisa, 22 agosto 1833 – Firenze, 14 settembre 1905) è stato un pittore italiano.

## Biografia

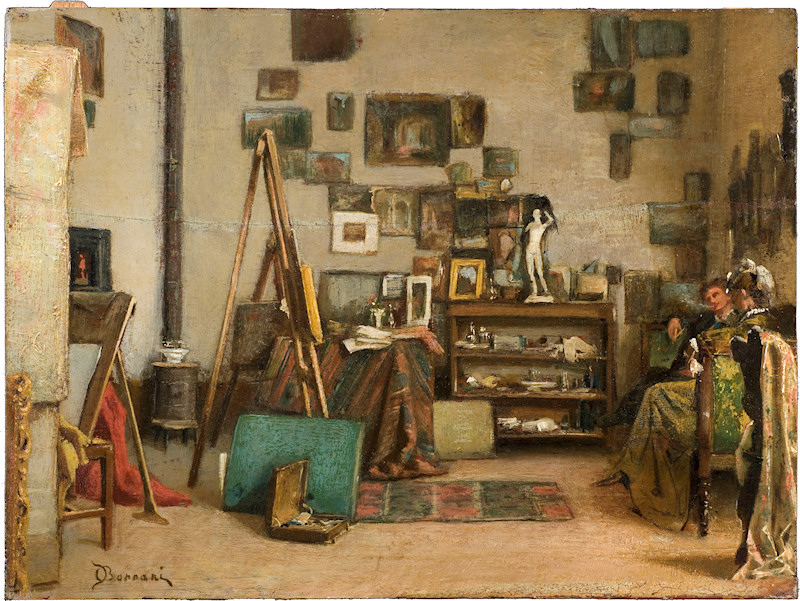
Visita allo studio, 1885-1890
Fondazione Cariplo

Odoardo Borrani nasce a Pisa dai fiorentini David Borrani e Leopolda Ugolini. Nel 1840 si trasferisce a Firenze e viene avviato alla pittura dal padre, modesto pittore, che nel 1850 lo iscrive all'Accademia di Firenze, dove studia sotto la guida di Gaetano Bianchi (restauratore degli affreschi di Paolo Uccello e del Ghirlandaio), Giuseppe Bezzuoli ed Enrico Pollastrini orientandosi inizialmente verso soggetti accademici, soprattutto storici, con forti rimandi al Quattrocento fiorentino e in particolare agli affreschi di Giotto.
Nel 1853 conosce Telemaco Signorini e Vincenzo Cabianca, con i quali dal 1855 frequenta il Caffè Michelangiolo unitamente agli altri principali esponenti della corrente macchiaiola e, animato da forte patriottismo, nel 1859 parte come artigliere volontario per la Seconda guerra d'indipendenza.
Al suo rientro, pur ottenendo riconoscimenti per alcuni suoi quadri di impronta accademica, come La congiura dei pazzi (vincitore del premio della Triennale dell'Accademia di belle arti di Firenze), con Raffaello Sernesi, Telemaco Signorini e Vincenzo Cabianca inizia a dipingere dal vero nelle campagne di Pergentina e di San Marcello Pistoiese, orientandosi verso la ricerca macchiaiola di una pittura ripresa dal reale.
Nel 1865 origina con Raffaello Sernesi, Silvestro Lega e Giuseppe Abbati il gruppo conosciuto come Scuola di Pergentina (o Piagentina), il quale rappresenta il secondo momento della svolta macchiaiola, con cui avviene una traslazione da uno stadio programmatico a uno più libero e ispirato del quale Borrani è protagonista.
(Cecioni)
Nel 1876 apre con l'amico Silvestro Lega una galleria d'arte dedicata al movimento macchiaiolo nel Palazzo Spini Feroni.
Dal 1880 in poi entra in una fase di declino artistico, caratterizzato anche dalla separazione dalla moglie Carlotta Meini e dalla morte del figlio Ugo, dove si tramuta in
(Cecchi)
A seguito del fallimento della galleria d'arte, vive in modeste condizioni economiche lo costringono ad aprire una scuola di pittura e convegni di artisti nel proprio studio, chiamato Piccolo Pitti, ad assumere il ruolo di insegnante all'Accademia di Firenze, di decoratore di porcellane presso la manifattura Doccia e a una collaborazione come disegnatore a l'Illustrazione Italiana.
Si risposa in seconde nozze con Giovanna Santucci, levatrice vedova e madre di cinque figli, che scompare nel 1905, pochi mesi prima della morte di Borrani presso la sua casa di Pian dei Giullari il 14 settembre 1905.

## Stile
Il periodo di formazione all'Accademia di Firenze dirige Borrani verso un'interpretazione accademica rivolta al Quattrocento fiorentino, in un periodo artistico che vede in Cesare Mussini il riferimento di un purismo meno rigido, in cui lo schema pittorico tradizionale viene evoluto in una tessitura cromatica di stampo romantico, vicina ai francesi Jean Auguste Dominique Ingres, Théodore Chassériau e Hippolyte Flandrin.
Nel 1853 Borrani avvia la sua svolta macchiaiola tramite la frequentazione del Caffè Michelangiolo e l'amicizia con Raffaello Sernesi, Telemaco Signorini e Vincenzo Cabianca, con i quali inizia a dipingere en plein air nella campagna toscana.
Nel 1855 ottiene consensi con Un veglione al teatro della Pergola, opera contraddistinta da colori sono accesi ma ancora permeata da accezione polemica e quindi lontana dai canoni veristi.
Dai tre taccuini di viaggio compilati da Borrani e raccolti nella collezione Mario Galli di Firenze, recuperiamo una visione completa del suo sviluppo artistico, con il primo periodo (1858-1859) che ne documenta gli slanci patriottici e il temperamento istintivo, che nel 1859 lo portano a partecipare come volontario alla Seconda guerra d'indipendenza, al termine della quale dipinge Lorenzo il Magnifico salva se stesso da essere assassinato nella Sagrestia della Cattedrale, Medaglia d'oro del concorso dell'Accademia di Firenze.
Questo filone prosegue nel 1861 con Il 26 aprile 1859.
Nello stesso 1861 espone con successo all'Esposizione di Firenze Un motivo a San Marcello, La raccolta del grano sull'Appennino e Una giovinetta che cuce il tricolore alla vigilia della rivoluzione toscana del 26 aprile 1859, temi storici affiancati ad altri ispirati dalle sue sperimentazioni di pittura all'aperto a Montelupo Fiorentino e a San Marcello Pistoiese, quest'ultima rappresentata in Alture, Pascolo, Paesaggio dal vero nei dintorni di San Marcello, Raccolta del grano nell’Appennino.
Il tema storico di stampo risorgimentale viene ripreso nel 1861 in 26 aprile 1859 e nel 1863 in Cucitrici di camicie rosse.
A partire dal 1862 frequenta la dimora di Diego Martelli a Castiglioncello, dove dipinge alcune opere riconosciute come manifesti del periodo, come Casa e Marina a Castiglioncello e Campagna di Castiglioncello con giovane contadino.
Il 1865, che vede la sua adesione alla Scuola di Pergentina (o Piagentina), rappresenta il momento di massima produzione artistica di Borrani, con opere quali Primizie, Carro rosso a Castiglioncello, Pagliai a Castiglioncello, Gruppo di donne che cuciono, Signora con l’ombrellino, In terrazza, Raccolta del grano a Castiglioncello con temi rurali e domestici contraddistinti da netti effetti di luce con un linguaggio aperto,  variato e una visione serena, eseguiti en plein air con Raffaello Sernesi a San Marcello Pistoiese, a Castiglioncello e a Piagentina con i colleghi della Scuola Raffaello Sernesi, Silvestro Lega, Adriano Cecioni, Giovanni Fattori e Giuseppe Abbati.
Ricorrente anche la pittura di soggetti religiosi colti nella dimensione intima di raccoglimento, come in Nel convento e Suora in giardino.
L'assidua frequentazione con Silvestro Lega, con il quale condivide una profonda vena meditativa e cromatismo morbido e che dà origine a opere come Il Mugnone, Il Mugnone presso il Parterre, Lungo il Mugnone, Pescatore sull’Arno alla Casaccia, Renaioli sul Mugnone, dipinti nella campagna fiorentina.
Nel 1872 partecipa con successo alla Seconda Esposizione nazionale di Belle Arti di Brera con Visita al mio studio, mentre nel 1879 è all'Esposizione delle opere di belle arti di Brera con Il richiamo del contingente.
L'ultimo quaderno fa riferimento agli anni 1883-1887, periodo nel quale gli studiosi evidenziano il declino artistico di Borrani, dove l'accentuazione dei contrasti di luce e l'attrazione per una pittura di minuziosa precisione lo porta verso esperienze simili all'arte di Angelo Inganni o dei Fiamminghi del '600, con temi prevalentemente rivolti alle opere artistiche fiorentine in degrado.
Nel 1881 espone alla mostra della Società di Incoraggiamento delle Belle Arti di Firenze con Il ponte alle Grazie, riproposto nel 1882 alla Promotrice di Belle Arti di Torino, mentre nel 1883 partecipa all'Esposizione di belle arti in Roma con Curiosità.

## Omaggi
- Gli è stata intitolata una via a Pisa.
- Nel 1981 al Gabinetto Vieusseux di Firenze è stata allestita la personale Contributo a Borrani.
- Nel 2012 il Centro Matteucci per l’Arte Moderna gli ha dedicato a Viareggio la personale Borrani al di là della macchia. Opere celebri e riscoperte[2].

## Opere principali
- Donna con candela (1850), olio su tela, Galleria nazionale d'arte moderna di Milano;
- Il 26 aprile 1859 a Firenze (1861), olio su tela, collezione privata;
- Casa e marina a Castiglioncello (1862), olio su tela, collezione privata;
- Case di Pannocchio a Castiglioncello (1862), olio su tela, Galleria nazionale d'arte moderna di Roma;
- Veduta della punta di Castiglioncello con la Torre Medicea (1862), olio su tavola, collezione privata;
- Campagna di Castiglioncello con giovane contadino (1862), olio su tavola, collezione privata;
- La chiesina di S. Andrea a Castiglioncello (1862), olio su tavola, collezione privata;
- Signora con l’ombrellino (1862), olio su tavola, collezione privata;
- Sul piazzale davanti alla Villa Martelli e Uscita dalla Messa (1862), olio su tela, dispersi;
- Le cucitrici di camicie rosse (1863), olio su tavola, collocazione ignota;
- Ritrovamento del cadavere di Jacopo de' Pazzi (1864), olio su tela, Galleria d'arte moderna di Palazzo Pitti, Firenze;
- Studio per Orto a Castiglioncello (1864), penna su carta lucida, Gabinetto dei disegni e delle stampe degli Uffizi, Firenze;
- Orto a Castiglioncello (1864), olio su tela, collezione privata;
- Paesaggio di San Marcello Pistoiese (1865), olio su tela su cartone, Galleria d'arte moderna di Palazzo Pitti, Firenze;
- La mia terrazza, Firenze (1867), olio su tela, collezione privata;
- Carro rosso a Castiglioncello (1867), olio su tavola, collezione privata;
- Ritratto di Adriano Cecioni (1867-1870), olio su tavola, Galleria d'arte moderna di Palazzo Pitti, Firenze;
- L’Arno a Varlungo (1868), olio su tavola, Società di Belle Arti di Viareggio;
- Le primizie (1868), olio su tela, collezione privata;
- Casolari a Piagentina (1868-1870), olio su tavola, collezione privata;
- L'analfabeta (1869), olio su tavola, collezione privata;
- Ritratto di bambino in piedi (1869), olio su tavola, collezione privata;
- Ritratto di Giovanni Prati (1869-1870), olio su tavola, Galleria d'arte moderna di Palazzo Pitti, Firenze;
- Firenze, porta San Frediano (1870-1875), olio su tela, collezione privata;
- Il Mugnone (1870), olio su tavola, Galleria nazionale d'arte moderna di Roma;
- Pescatore sull’Arno alla Casaccia (1871), olio su tela, collezione privata;
- Una visita al mio studio (1872), olio su tela, collezione privata;
- Il richiamo del contingente (1879), olio su tavola, collezione privata;
- Un mattino sul torrente Mugnone (1880), olio su tavola, collezione privata;
- Renaioli sul Mugnone (1880), olio su tela, Galleria d'arte moderna di Palazzo Pitti, Firenze;
- Silvestro Lega che dipinge sul Mugnone (stimata 1880), olio su tavola, collezione privata;
- Antica porta San Gallo (stimata 1880), olio su tela, collezione privata;
- Giovane donna che culla il bambino (1881), olio su tavola, collezione privata;
- Signora con ombrellino (1880-1885), Acquerello su carta bianca, Galleria d'arte moderna Ricci Oddi di Piacenza;
- Il ponte alle Grazie (1881), olio su tela, Galleria nazionale d'arte moderna di Roma;
- I cammelli nella tenuta reale di San Rossore (1883), olio su tela, Galleria nazionale d'arte moderna di Roma;
- Marina di Rimini (1883), olio su tela, Galleria d'arte moderna di Palazzo Pitti, Firenze;
- L’estasi di Santa Teresa d’Avila del Bernini (1883), olio su tela, Galleria d'arte moderna di Palazzo Pitti, Firenze;
- L’interno di Santa Maria Novella (1889), olio su tela, collezione privata;
- Passeggiata in giardino, non datata, olio su tela, collezione privata;
- Suora in giardino, non datata, olio su tela, Museo nazionale della scienza e della tecnologia Leonardo da Vinci di Milano.

## Galleria d'immagini

Dipinti di Odoardo Borrani
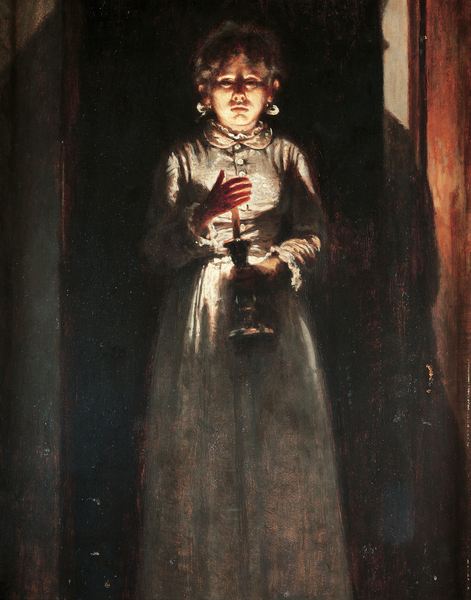
Donna con candela 1850 Galleria d'Arte Moderna (Milano)
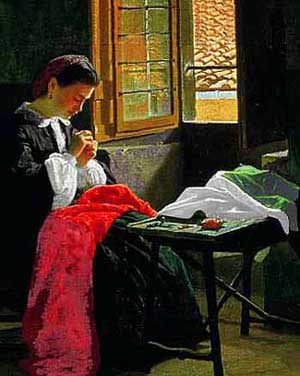
26 aprile 1859 1861
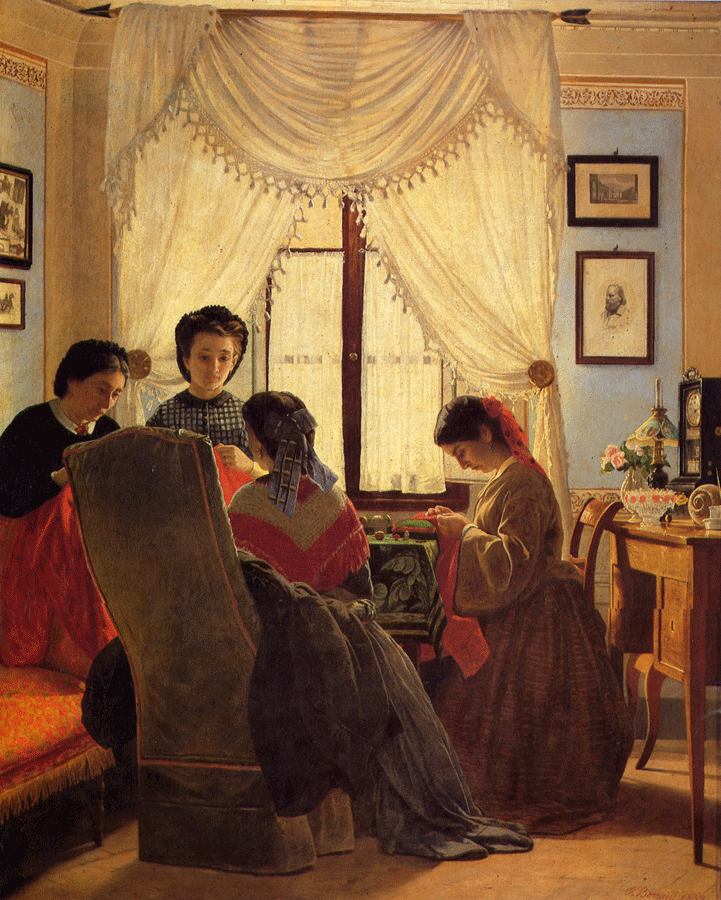
Cucitrici di camicie rosse 1863
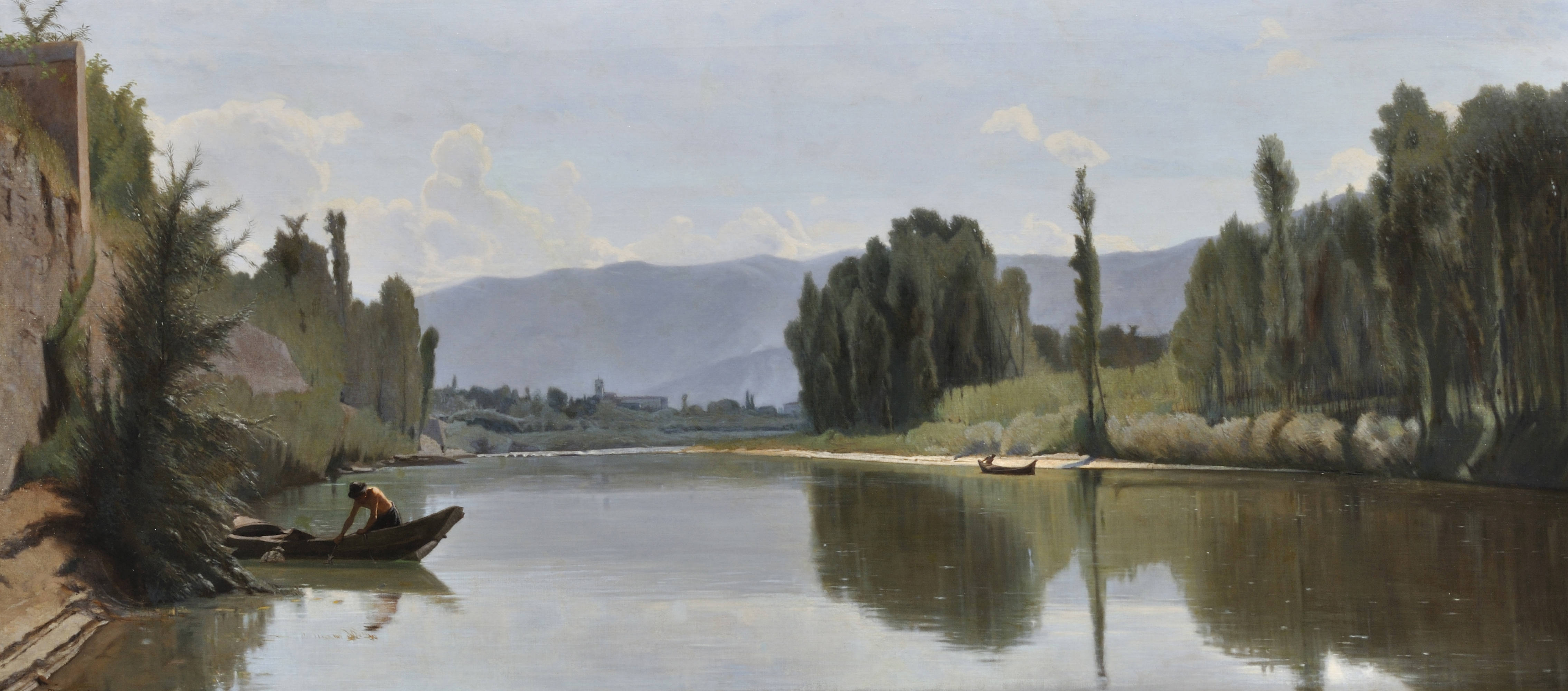
L'Arno a Varlungo 1868 Società di Belle Arti, Viareggio
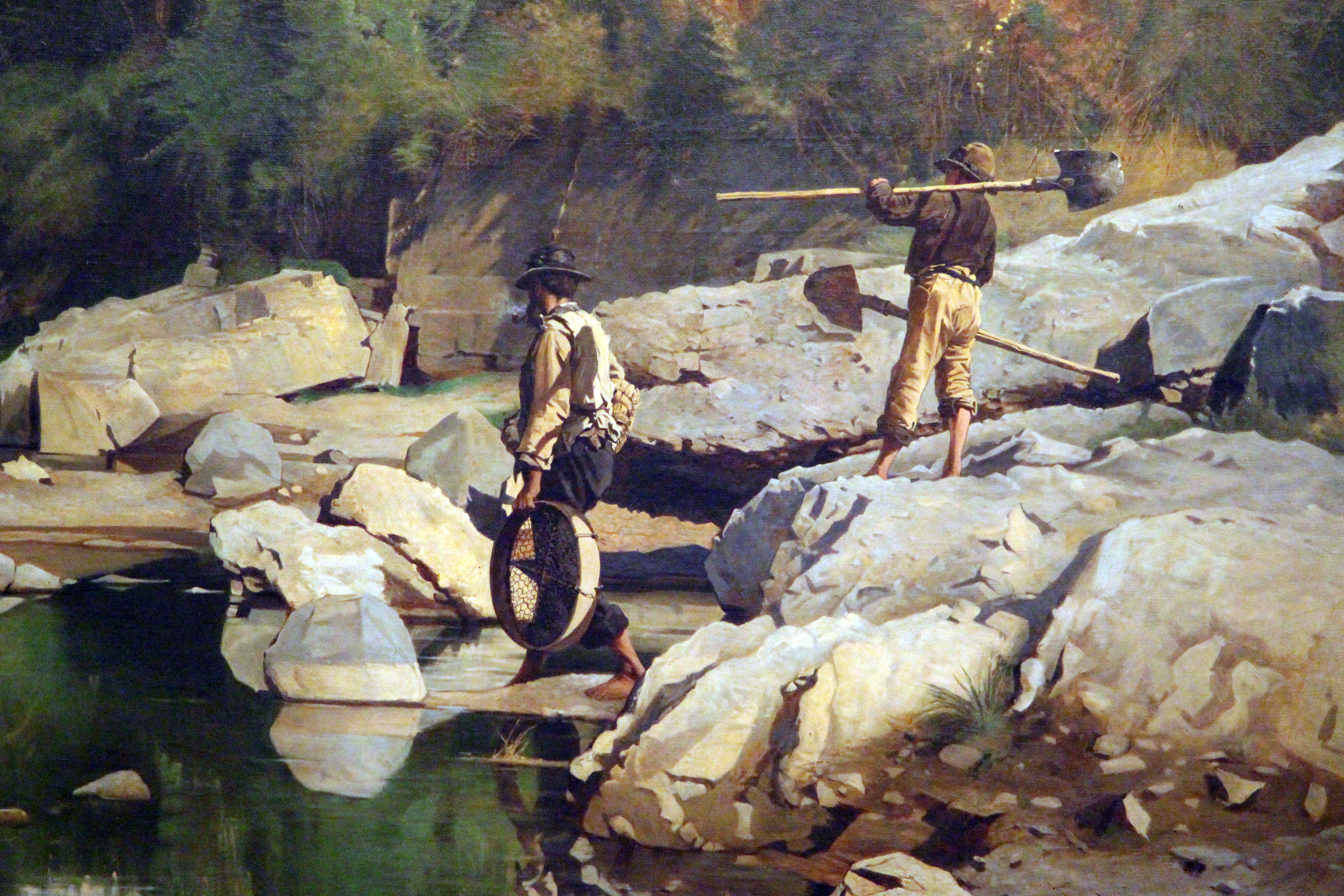
Renaioli sul Mugnone 1880 Galleria d'arte moderna (Firenze)
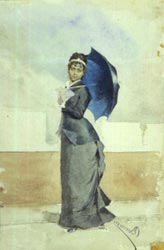
Signora con ombrellino 1880-85
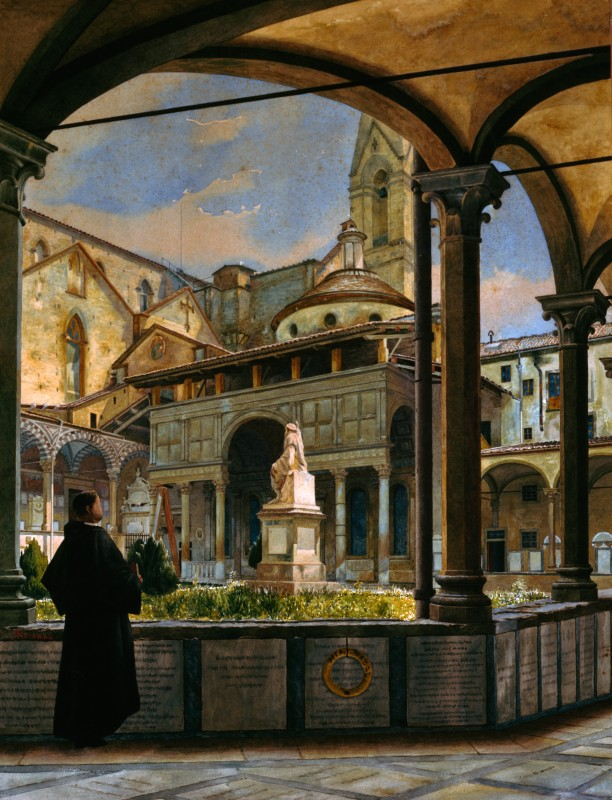
Cappella dei Pazzi 1885-87, Fondazione Cariplo